# 希普博特姆 (新澤西州)
希普博特姆（英語：Ship Bottom）是位於美國新澤西州海洋縣的自治市鎮。

## 人口
根據2020年美國人口普查的數據，希普博特姆的面積為2.58平方千米，當中陸地面積為1.84平方千米，而水域面積為0.73平方千米。當地共有人口1098人，而人口密度為每平方千米426人。